# Rörmyra
Rörmyra är en by i Bälinge socken, Uppsala kommun.
Rörmyra omtalas första gången 1391 ('i Røremyra') då Magnus Olofsson (skyskura) tillsammans med andra gårdar överlät Rörmyra till Jon Nilsson i Bredsjö. Rörmyra var under från 1540 en skatteutjord tillhörig byn Högsta och en tillhörig byn Hammarby i Björklinge. Utjordarna slog 1566 samman till ett halvt mantal skatte.